# アンジェラ・ビーズリー
アンジェラ・ビーズリー・スターリング（Angela Beesley Starling、1977年8月3日 - ）は、イギリスのインターネット企業家。ウィキメディア財団の元ボランティアユーザー代表。
イングランドのノリッジに生まれ、メイドストーンとコルチェスターで育った。大学では心理学を専攻し、優等学位を取得した。アストン大学を卒業した後1年間、学位取得後はしばらくアストン読書障害・発達評価センターの研究助手を務めた。のちバークシャーに本拠を置く国立教育研究財団に、イングランドとウェールズでの全国学習評価の開発員として勤務した。
2004年10月、ジミー・ウェールズとともにウェブサイトウィキア（Wikia）を立ち上げ、コミュニティ・マネジャーを務めている。2005年には共著でウィキについての書籍を出版した。
2006年5月にウィキメディア財団の理事会から退くと発言し、7月に辞任した（プレスリリース（英語））。翌年2007年1月に、ウィキメディア財団アドヴァイザイー・ボードの委員に就任、委員長を務める。
イギリスのほかドイツとオーストラリアに居住経験をもつ。
2008年にMediaWikiのデベロッパーの一人、ティム・スターリングと結婚した。